# Joachim Nottke
Joachim Nottke (* 3. Dezember 1928 in Berlin; † 17. Juni 1998 ebenda) war ein deutscher Autor, Schauspieler und Synchron- sowie Hörspielsprecher.

## Leben
Der Bühnenschauspieler Nottke trat in Film und Fernsehen eher selten in Erscheinung. Am bekanntesten ist hier seine Rolle als Maler und geplagter Familienvater in der 70er-Jahre-Serie Peter ist der Boss.
Daneben war Joachim Nottke allerdings ab 1962 umfangreich in der Synchronisation tätig und lieh zahlreichen international bekannten Kollegen seine raue, einprägsame Stimme, so zum Beispiel Robert Mitchum (unter anderem in Eine Frage der Ehre, Der Himmel über der Wüste oder Kap der Angst), Jason Robards (Crimson Tide oder Philadelphia), Pat Morita (als weiser Karate-Meister in Karate Kid II, III und IV sowie in seiner ähnlich angelegten Rolle in der Polizeiserie Ohara), George Kennedy (unter anderem Dallas), Raymond Burr (Das Fenster zum Hof) oder William Windom (in seiner wiederkehrenden Rolle als grantiger Kleinstadtarzt in Mord ist ihr Hobby). In Perrine war er der Erzähler.
Darüber hinaus führte er als Erzähler durch mehrere Filme (wie zum Beispiel Die Ritter der Kokosnuß von der Monty-Python-Gruppe, dem Zeichentrickfilm Watership down) und Hörspiele. Vielen Hörern dürfte seine Stimme als die des Erzählers der Benjamin-Blümchen-, Bibi-Blocksberg- und Bibi-und-Tina-Hörspiele in Erinnerung sein; nach seinem Tod wurde Gunter Schoß sein Nachfolger als Erzähler.
Außerdem schrieb Nottke zahlreiche Drehbücher für Filme der ARD-Reihe Tatort und die Krimiserien Kommissariat 9 und Direktion City. Daneben schrieb er Bühnenstücke wie Over the Rainbow – Die Judy Garland-Show.
Nottke war verheiratet mit der Schauspielerin und Kinderbuchautorin Maria Axt, nach deren Tod er weitere Kinderbücher unter ihrem Namen verfasste. Seine Tochter ist die Schauspielerin und Synchronsprecherin Katja Nottke.
Joachim Nottke starb am 17. Juni 1998 im Alter von 69 Jahren an Darmkrebs. Er ruht auf dem Berliner Friedhof Dahlem, neben seiner Gattin.

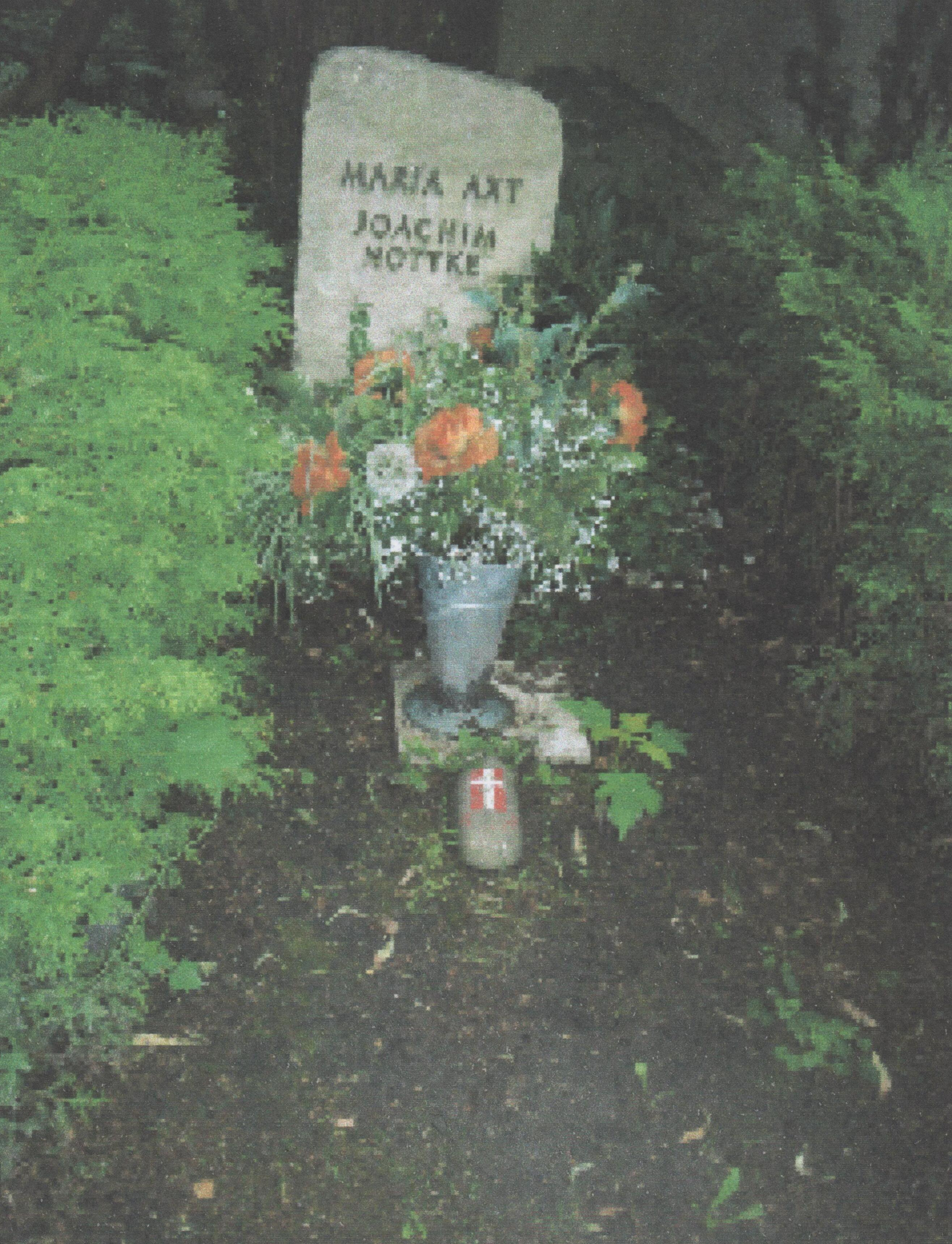
Grabstätte von Joachim Nottke

## Film und Fernsehen (Auswahl)
- 1972: Liebe Mutter, mir geht es gut (Darsteller)
- 1973: Peter ist der Boss (Fernsehserie; Darsteller)
- 1973: Lokaltermin – Dein Eid ist Meineid (Darsteller)
- 1974: Kommissariat 9 (Fernsehserie; Drehbuch)
- 1976: Die drei Klumberger (Fernsehserie; Darsteller)
- 1976–1982: Direktion City (Fernsehserie; Drehbuch)
- 1977: Tatort: Feuerzauber (Drehbuch)
- 1981: Tatort: Katz und Mäuse (Drehbuch)
- 1983: Tatort: Fluppys Masche (Drehbuch)

## Synchronrollen (Auswahl)
Robert Mitchum
- 1982: als Coach Delaney in Champions
- 1991: als Lieutenant Elgart in Kap der Angst

Ferdy Mayne
- 1986: als Palinkov in Agentin mit Herz
- 1987–1997/2010: als Albert Grand in Cagney & Lacey

Stephen Elliott
- 1987: als George Stanton in Hotel
- 1988: als Carl Eagles in Agentin mit Herz
- 1989: als Thatcher in Max Headroom

Wilford Brimley
- 1984: als Pop Fisher in Der Unbeugsame
- 1985: als Benjamin Luckett in Cocoon
- 1988: als Benjamin Luckett in Cocoon II – Die Rückkehr
- 1993: als Will Devasher in Die Firma
- 1993: als Onkel Douvee in Harte Ziele

### Filme
- 1967: Ben Wright als  Rama (Wolf)  in Das Dschungelbuch
- 1975: Michael Palin als  Erzähler in Die Ritter der Kokosnuss
- 1981: John Zenda als Marshall Terrence Gummell in Halloween II – Das Grauen kehrt zurück
- 1986: Pat Morita als Mr. Miyagi in Karate Kid II – Entscheidung in Okinawa
- 1993: Bill Cobbs als Bill Devaney in Bodyguard
- 1993: Jason Robards als  Charles Wheeler in Philadelphia

### Serien
- 1978: Perrine als Erzähler
- 1984: Clive Revill als Genosse Zabin in Hart aber herzlich
- 1984: Raymond St. Jacques als Laurance Roche in Hart aber herzlich
- 1985: John Astin als Baxter Bernard in Trio mit vier Fäusten
- 1985: George Baker als George Damos in Hart aber herzlich
- 1990: James Whitmore als Ben Wilkinson in Trio mit vier Fäusten

## Hörspiele
- 1977–1997: Folge 1–86 Benjamin Blümchen (als  Erwin Erzähler) (Kiosk)
- 1978: Robert Matejka: Hemingway in Pamplona – Regie: Robert Matejka (Hörspiel – RIAS Berlin)
- 1980: Stecki 401 als Erzähler
- 1983–1997: Folge 8–68 Bibi Blocksberg (als Erwin Erzähler) (Kiosk)
- 1991–1997: Folge 1–31 Bibi und Tina (als Erwin Erzähler) (Kiosk)